# Титовский (остров)
Титовский (Титовский Южный) — остров в Баренцевом море, в административном отношении входит в состав Печенгского района Мурманской области России.

## Географическое положение
Остров расположен на юго-западном побережье Мотовского залива, у входа в губу Титовка (северо-западная часть), немного южнее острова Овечий (отделён проливом шириной 155 м). С островом Овечьим (Титовским Северным) объединяются в Титовские острова. От ближайшей точки острова до материка порядка 50 м.

## Описание
Остров имеет неправильную форму, сужаясь в центре. Ориентирован в направлении северо-восток-юго-запад, длина острова порядка 830 м и максимальная ширина 540 м (южная часть). Максимальная высота остова в северной части достигает 49,6 метров над уровне моря. В узком вентральном месте высота не превышает 4 м. Во время отлива соединяется с Мурманским берегом.
На острове имеется пристань. Акватория между островами Титовский, Овечий и материком носит название бассейн Титовское Озерко и пригодна для якорной стоянки судов.
На острове располагался ныне не существующий населенный пункт Титовка-Остров (население до 200 жителей), основанный в 1883 году П. В. Хипагиным и его сыном. Это место использовалось русскими рыбаками, а также саамами с Мотовского погоста (в летний период), которые занимались промыслом трески, сельди и других промысловых видов. Так же на острове размещались рыбоперерабатывающая фактория и завод по топке рыбьего жира (начало XX века). Во время Второй мировой войны на острове Титовский дислоцировалась разведывательная группа 100-го пограничного отряда НКВД Титовка-Остров.